# Zethus inornatus
Zethus inornatus är en stekelart som beskrevs av Edoardo Zavattari 1913.
Zethus inornatus ingår i släktet Zethus och familjen Eumenidae. Inga underarter finns listade i Catalogue of Life.